# Allie McGuire
Alfred "Allie" McGuire (nacido el 10 de julio de 1951 en Nueva York, Nueva York) es un exjugador de baloncesto estadounidense que disputó una temporada en la NBA. Con 1,90 metros de estatura, jugaba en la posición de base. Es hijo del también jugador profesional Al McGuire y sobrino de Dick McGuire.

## Trayectoria deportiva

### Universidad
Jugó tres temporadas con los Golden Eagles de la Universidad Marquette, en las que promedió 9,1 puntos, 3,8 asistencias y 2,2 rebotes por partido. En febrero de 1972 fue portada de la prestigiosa revista deportiva Sports Illustrated.

### Profesional
Fue elegido en la cuadragésimo novena posición del Draft de la NBA de 1973 por New York Knicks, y también por Virginia Squires en la segunda ronda del draft de la ABA, fichando por los primeros. Allí jugó únicamente dos partidos en toda la temporada, promediando 2,0 puntos y 1,0 rebotes, siendo despedido en el mes de octubre.

## Estadísticas de su carrera en la NBA

### Temporada regular
| Temporada | Edad | Equipo          | Liga | P | TIT | MIN | TC  | TCA | %TC  | 3P | 3PA | %3P | TL  | TLA | %TL | R.OF. | R.DEF. | REB | ASIS | ROB | TAP | PER | FP  | PTS |
| 1973-74   | 22   | New York Knicks | NBA  | 2 |     | 5.0 | 1.0 | 2.0 | .500 |    |     |     | 0.0 | 0.0 |     | 0.0   | 1.0    | 1.0 | 0.5  | 0.0 | 0.0 |     | 1.0 | 2.0 |
| Total     |      |                 | NBA  | 2 |     | 5.0 | 1.0 | 2.0 | .500 |    |     |     | 0.0 | 0.0 |     | 0.0   | 1.0    | 1.0 | 0.5  | 0.0 | 0.0 |     | 1.0 | 2.0 |